# 巴科讷
巴科讷（法語：Baconnes，法語發音：[bakɔn]）是法国马恩省的一个市镇，位于该省北部，属于香槟沙隆区。

## 地理
巴科讷（49°9'34"N, 4°20'18"E）面积20.86 平方千米，位于法国大東部大區马恩省，该省份为法国东北部内陆省份，北起阿登省，西北接埃纳省，西南接塞纳-马恩省，南至奥布省，东南接上马恩省，东临默兹省。
与巴科讷接壤的市镇（或旧市镇、城区）包括：欧贝里沃、大穆尔默隆、小穆尔默隆、普罗讷、大圣伊莱尔、塞特索。

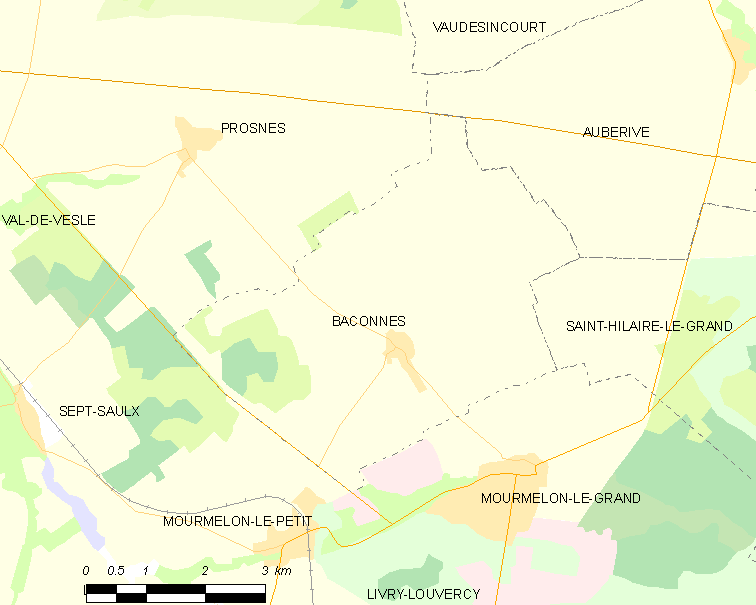
巴科讷的OSM定位图

巴科讷的时区为UTC+01:00、UTC+02:00（夏令时）。

## 行政
巴科讷的邮政编码为51400，INSEE市镇编码为51031。

## 政治
巴科讷所属的省级选区为穆尔默隆-韦勒-香槟山县。

## 人口

1962-2008年间巴科讷人口变化图示

巴科讷于2022年1月1日时的人口数量为292人。